# Neuer Weg 25 (Quedlinburg)

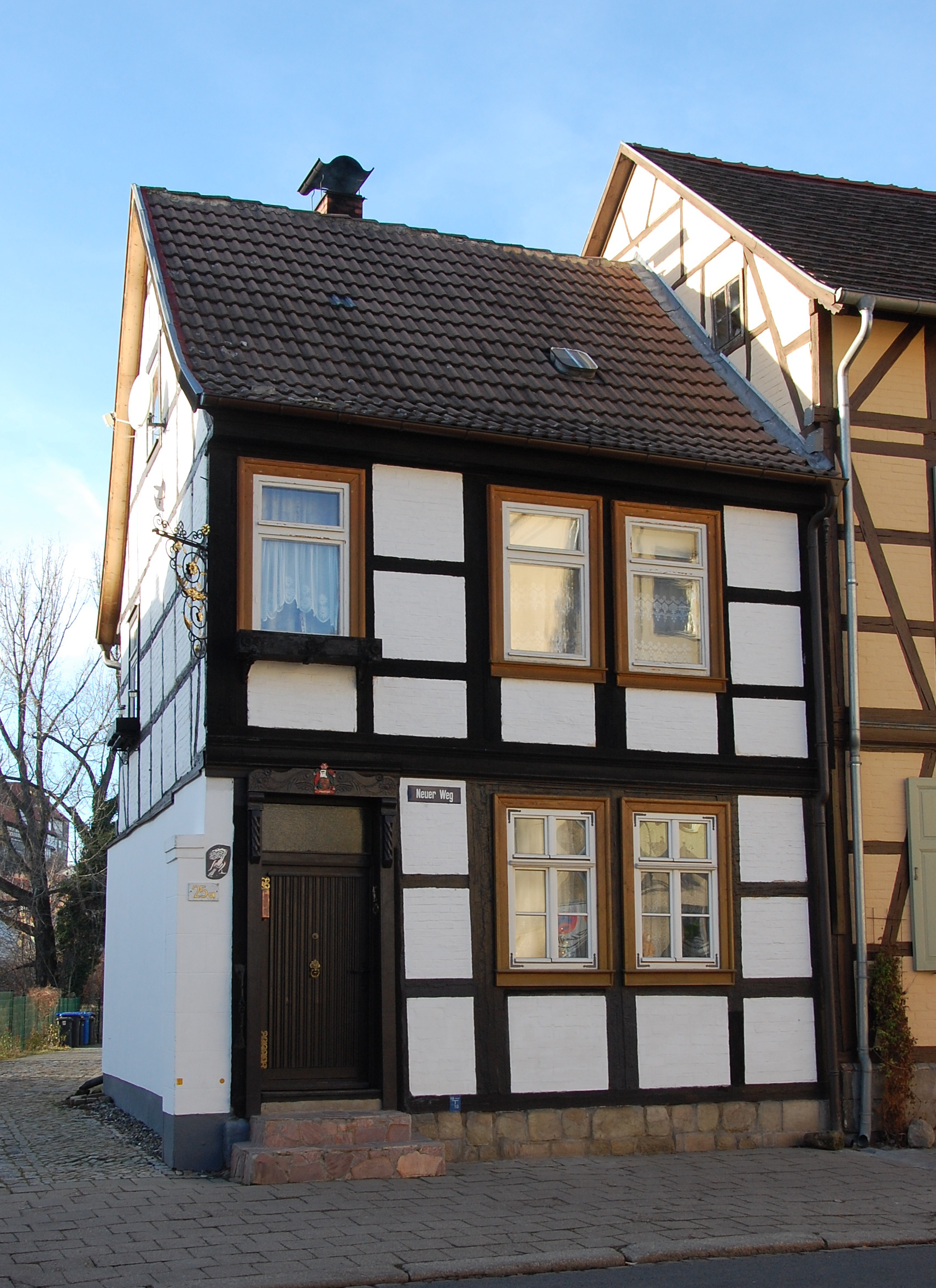
Haus Neuer Weg 25

Das Haus Neuer Weg 25 ist ein denkmalgeschütztes Gebäude in Quedlinburg in Sachsen-Anhalt.

## Lage
Das im Quedlinburger Denkmalverzeichnis als Wohnhaus eingetragene Gebäude befindet sich südlich der historischen Quedlinburger Altstadt, auf der Westseite des Neuen Wegs.

## Architektur und Geschichte
Das zweigeschossige Fachwerkhaus entstand in der ersten Hälfte des 19. Jahrhunderts, wobei ein Quadermauerwerk älterer Entstehungszeit einbezogen wurde. Die Gefache des oberen Stockwerks sind mit Bruchsteinen ausgemauert und mit einem Lehmputz verputzt. Die Haustür ist original.
Auf dem Hof des Anwesens befindet sich ein zweigeschossiges, in der Zeit um 1800 errichtetes Fachwerkgebäude.